# Robert L. Metcalf
Robert Lee Metcalf (* 13. November 1916 in Columbus (Ohio); † 11. November 1998 in Urbana (Illinois)) war ein amerikanischer Entomologe, der sich insbesondere um die Entdeckung der Insektizidgruppe der Carbamate verdient gemacht hat. Sein Vater Clell Lee Metcalf und sein Onkel Zeno Payne Metcalf waren ebenfalls Entomologen.

## Leben
Robert L. Metcalf wurde 1916 als Sohn von McClellen Lee und Cleo Esther Fouch Metcalf geboren. Als Kind erhielt sein Vater eine Stelle als Entomologe an der University of Illinois, weswegen die Familie nach Urbana zog.

Carbamat-Insektizid (Aldicarb)

1939 bzw. 1940 erhielt Robert L. dort seinen Bachelor- bzw. Master-Abschluss. 1942 machte er an der Cornell University seinen Ph.D. über die Malpighischen Gefäße der Amerikanischen Großschabe. 1943 arbeitete er als Entomologe für die Tennessee Valley Authority, bei der ein chemisches Bekämpfungsverfahren für Moskitos in stehenden Gewässern entwickelte. Anschließend ging er an die University of California, Riverside, wo er die Carbamat-Insektizide fand. Das erste erfolgreiche Carbamat, Carbaryl, wurde 1956 eingeführt.
Als einer der ersten Wissenschaftler wandte er sich Insektizid-Resistenzen zu. Im Jahr 1949 dokumentierte er eine DDT- und Lindan-Resistenz bei Stubenfliegen in Südkalifornien. In den 1960er Jahren entwickelte Metcalf Insektizid-Synergisten wie Piperonylbutoxid.
Metcalf ist der Verfasser des Einführungsbuchs Introduction to Insect Pest Management sowie des Kapitels Insect Control in Ullmanns Enzyklopädie der Technischen Chemie.
Er wurde 1967 in die National Academy of Sciences und 1976 in die American Academy of Arts and Sciences aufgenommen. Die Ohio State University verlieh ihm 1991 die Ehrendoktorwürde.

### Veröffentlichungen
1. ↑  Robert L. Metcalf: Mode of Action of Insecticide Synergists. In: Annual Review of Entomology. Band 12, Nr. 1, 1. Januar 1967, S. 229–256, doi:10.1146/annurev.en.12.010167.001305.
2. ↑  Robert L. Metcalf: Insect Control. In: Ullmann’s Encyclopedia of Industrial Chemistry. 2000, doi:10.1002/14356007.a14_263.

| Personendaten    | Personendaten                            |
| ---------------- | ---------------------------------------- |
| NAME             | Metcalf, Robert L.                       |
| ALTERNATIVNAMEN  | Metcalf, Robert Lee (vollständiger Name) |
| KURZBESCHREIBUNG | amerikanischer Entomologe                |
| GEBURTSDATUM     | 13. November 1916                        |
| GEBURTSORT       | Columbus (Ohio)                          |
| STERBEDATUM      | 11. November 1998                        |
| STERBEORT        | Urbana (Illinois)                        |